# Тонкеріс (Цілиноградський район)
Тонкері́с (каз. Төңкеріс) — село у складі Цілиноградського району Акмолинської області Казахстану. Входить до складу Арайлинського сільського округу.
Населення — 596 осіб (2021; 955 у 2009, 741 у 1999, 749 у 1989).
Національний склад станом на 1989 рік:
- казахи — 44 %;
- німці — 43 %.

Станом на 1989 рік село називалось Танкеріс, ще раніше — Сасиктогай.